# あべのルシアス
あべのルシアス（英語: Abeno Lucias）は、大阪市阿倍野区阿倍野筋にある大型複合商業ビル。隣接するあべのアポロと、複数階が連絡通路で繋がる16階建て高さ85mのビルである。シネマコンプレックスフロアまでの巨大な吹き抜けが印象的なビルである。一般的にルシアスビルと呼ばれることが多い。

## 概要
阿倍野再開発事業の一環として、1998年（平成10年）12月2日に開業。あべのアポロと同じく近鉄グループのきんえいが一体運営している。メインとなるテナントはシネマコンプレックス（あべのアポロシネマ）やスポーツクラブ（東急スポーツオアシス）、大型書店（喜久屋書店）など。その他、地下や最上階などにレストランが多数入居するほか、上層階は多数の生涯教育企業の教室や日本生命保険、大阪広域環境施設組合、ハローワーク、アイゾーンジャパンなどが入居するオフィスフロアとなっている。
15F - 16F スカイレストラン
6F - 14F オフィスフロア
4F シネマコンプレックス、あべのアポロ連絡通路
3F フィットネス、エステ
2F 大型書店、ショッピング、あべのアポロ連絡通路
1F レストラン、ショッピング、あべのアポロ連絡通路
B1F カジュアルフード、あべのアポロ連絡通路
B2F 駐車場、あべのアポロ連絡通路
B4F - B3F 駐車場

## 主なテナント
- あべのアポロシネマ（シネマコンプレックス）
- 喜久屋書店（漫画館・こども館併設）
- Youth Theatre Japan（YTJ）
- 東急スポーツオアシス
- ベルリッツ
- ファミリーマート
- Winスクール天王寺校（IT・CAD・WEBが学べる）
- LITALICOワークス大阪天王寺
- ハローワーク阿倍野（職業紹介コーナー、あべのわかものハローワーク）
- セリア
- サンキューマート
- イタリアン・トマトCafe Jr.
- ラ・パウザ
- がんこ

### 過去に出店していたテナント
- マクドナルド
- 海鮮三崎港（回転寿司）
- バドワイザーカーニバル
- ヴィレッジヴァンガード
- LEC東京リーガルマインド大学
- サブウェイ

## 歴史
1976年の都市計画決定以来、天王寺駅南側の金塚地区において大阪市が進めてきた「阿倍野再開発事業」の一環として1998年にオープンした。

## 交通
- JR西日本 大阪環状線・関西本線・阪和線 天王寺駅（西口・南口）
- 近鉄南大阪線 大阪阿部野橋駅（西改札口）
- Osaka Metro御堂筋線・谷町線 天王寺駅（14号出口直結）
- 阪堺電気軌道上町線 天王寺駅前電停

いずれの駅からも、徒歩3分ほど。